# Move Over, Darling
Move Over, Darling (bra: Eu, Ela e a Outra) é um filme de comédia estadunidense de 1963 dirigido por Michael Gordon e estrelado por Doris Day, James Garner e Polly Bergen.
O filme é um remake de My Favorite Wife de 1940 estrelado por Irene Dunne, Cary Grant e Gail Patrick. Entre esses filmes, uma versão inacabada, intitulada Something's Got to Give, começou a ser rodado em 1962, dirigido por George Cukor e protagonizado por Marilyn Monroe, Dean Martin e Cyd Charisse.
No 21º Globo de Ouro, Doris Day foi indicada para o prêmio de Melhor Atriz em Comédia/Musical.

## Sinopse
Após cinco anos, Ellen, que foi considerada morta por ter desaparecido no mar depois de um desastre aéreo, é resgatada de uma ilha deserta pela marinha. Ela retorna justamente no dia em que seu marido, Nicholas Arden, está se casando novamente.

## Elenco
- Doris Day como Ellen Wagstaff Arden ("Eve")
- James Garner como Nick Arden
- Polly Bergen como Bianca Steele Arden
- Thelma Ritter como Grace Arden
- Fred Clark como Sr. Codd
- Don Knotts como Sapateiro
- Chuck Connors como Stephen Burkett ("Adam")
- Edgar Buchanan como Juiz Bryson
- John Astin como Clyde Prokey
- Elliott Reid como Dr. Herman Schlick
- Pat Harrington Jr. como promotor público
- Alan Sues como Escrivão do Tribunal
- Max Showalter como recepcionista do hotel
- Eddie Quillan como Mensageiro
- Jack Orrison como Barman
- Pami Lee como Jenny Arden
- Leslie Farrell como Didi Arden